# Hey Arnold!
Hey Arnold! é uma série de desenho animado estadunidense criada por Craig Bartlett. Composta por 100 episódios, foi ao ar nos Estados Unidos entre 7 de outubro de 1996 a 8 de junho de 2004 pela Nickelodeon.
A série se concentra em um aluno da quarta série chamado Arnold, que mora com seus avós em uma pensão. Episódios centram-se em suas experiências de vida da cidade grande enquanto lidam com os problemas que ele e seus amigos encontram.
Hey Arnold! recebeu muitas críticas positivas, por conta de ser um dos poucos desenhos a explorar tão bem assuntos sérios e tristes, comuns no dia-a-dia, retirando lições de vida, de uma forma comovente e leve.
A ideia de Bartlett para o show é baseada em um personagem menor chamado Arnold, que ele criou enquanto trabalhava no programa Pee-wee's Playhouse. Os executivos gostaram do personagem, e Bartlett completou o elenco inspirando-se em pessoas com quem ele cresceu em Portland, Oregon, e Seattle, Washington. Bartlett criou o episódio piloto em sua sala de estar em 1994 e a produção oficial começou em 1995. Os animadores trabalharam para transformar Arnold de claymation para animação tradicional, levando à estreia da série. A série terminou a produção em 2001, após 5 temporadas e 100 episódios. Um filme baseado na série, Hey Arnold!: The Movie, foi lançado em 2002. Todas as cinco temporadas foram lançadas em DVD.
Um projeto de telefilme, Hey Arnold!: The Jungle Movie foi aprovado. Ele começa de onde a série terminou e resolveu linhas de trama não respondidas da história. O filme estreou em 24 de novembro de 2017 na Nickelodeon.

## Produção
A ideia de Bartlett para o desenho animado surgiu de um personagem secundário chamado Arnold, que foi criado enquanto ele ainda estava trabalhando no programa Pee-wee's Playhouse. Os produtores executivos da Nickelodeon aprovaram o personagem e Bartlett completou o elenco de personagens se inspirando em pessoas com que cresceu em Portland, Oregon. Ele criou o episódio piloto em sua sala de estar em 1994 e a produção oficial começou em 1995.
Inicialmente, o personagem foi apresentado em uma trilogia de curtas de animação de 1988 a 1991: Arnold Escapes from Church (1988), The Arnold Waltz (1990) e Arnold Rides a Chair (1991), sendo o último citado exibido durante o programa Sesame Street. Uma curta de oito minutos, intitulada Arnold (1996), foi exibida nos cinemas antes do filme Harriet the Spy.

## Sinopse
O desenho conta a história de Arnold, um garoto de 9 anos da quarta série, apelidado por muitos de "cabeça de bigorna", e seus amigos de vizinhança: Gerald, um garoto esperto que é o melhor amigo de Arnold, sempre com uma lenda urbana na manga, consegue consegue contar histórias de congelar a espinha.
Arnold vive com seus avós paternos, Phil e Gertrude, em uma pensão na cidade fictícia de Hillwood. E pouco se sabe sobre os pais do garoto, Miles e Stella,  apenas que eram grandes exploradores. O episódio "The Journal" se dedica completamente as aventuras que os pais fizeram, através do diário deles. Todavia, o episódio termina com vários fios soltos: por que não voltaram para ver o filho? Estão em perigo? Vivos?
Apesar do título do desenho, a história não se foca apenas nele, mas também se foca em personagens secundários, desde os colegas da pensão ou os da escola. Como exemplo temos o Sr. Hyun, um vietnamita que foi forçado a viver longe da filha por conta da guerra do Vietnã - Episódio "Arnold's Christmas".
Embora o protagonista seja Arnold, a história também se concentra em Helga de tal forma que muitos a consideram como personagem principal. É uma garota cujas atitudes muitas vezes antipáticas se devem ao desinteresse e desatenção dos pais. O pai, quase sempre afastado da filha e muito desleixado em estar presente. Além desse fator, é sugerido que Miriam, mãe da garota, tenha problemas com alcoolismo. Quando era mais nova, a única pessoa a demonstrar carinho a ela foi Arnold. Por quem é apaixonada, embora não demonstre por medo da rejeição. É a garota que tenta chamar a atenção dele sempre.

## Mídia

### Filmes
Em 28 de junho de 2002 foi lançado o filme Hey Arnold!: The Movie, que mostra Arnold, Helga e Gerald unidos para salvar a antiga vizinhança de um desenvolvedor ganancioso que planeja transformá-la em um enorme shopping center. Ele foi dirigido por Tuck Tucker e contou com a participação especial de  Jennifer Jason Leigh, Paul Sorvino e Christopher Lloyd.
Em 2017, a Nickelodeon lançou o telefilme The Jungle Movie, onde foi descoberto o paradeiro dos pais de Arnold. O filme foi exibido no dia 24 de novembro de 2017 nos Estados Unidos. Foi transmitido em 26 de abril de 2018 na América Latina.

### Jogo
THQ lançou Hey Arnold!: The Movie, jogo feito para Game Boy Advance. O jogo consiste em 5 mundos, com 4 níveis cada (destaque para o chefão disponível sempre no quarto nível). O jogador pode escolher entre vovô Phil, vó Gertie, Gerald ou Arnold. É possível jogar com Helga através de um cheat, disponível em vários sites pela internet.

## Exibição Internacional

### No Brasil
A serie de televisão de desenhos animados foi exibida pela Rede Globo e na Rede Bandeirantes e atualmente na TV A Crítica na televisão aberta. Ei Arnold! foi exhibida também pela Nickelodeon na televisão por assinatura.

### Em Portugal
Em Portugal a série, com o nome original, estreou na SIC em 1997 com dobragem portuguesa. Repetiu mais tarde no canal Nickelodeon português.